# Európai Kalózpárt
Az Európai Kalózpárt (angolul: European Pirate Party, illetve European Pirates, rövidítés: PPEU és PIRATES ) egy európai szintű politikai párt, amelyet hivatalosan 2013 szeptemberében alapítottak.  Az Európai Unió és más európai országok kalózpartijai szerveződnek benne.

## A programja
Az európai kalózok alapelveit egy kiáltvány írja le. 
A PPEU elkötelezett az alapvető jogok megerősítése és az állampolgárok megfigyelésének a megszüntetése mellett. Ez magában foglalja a közérdekű bejelentők védelmét és a magánélet védelmét. A PPEU a demokrácia kiterjesztésére törekszik, a népszavazások bevezetésével, az Európai szerződések demokratikus reformjával, és azzal, hogy az Európai Parlament képes legyen saját törvénytervezeteket benyújtani – jelenleg erre nincs lehetősége - csak az Európai Bizottságon  keresztül. Átláthatóságra van szükség az állami szervezetek, de különösen a kormányok működésében, hogy leküzdjék a korrupciót, és lehetővé tegyék a lakosság számára, a megalapozott döntéseket meghozatalát. A PPEU továbbra is kiáll a szerzői jogi reform mellett, amely társadalmilag kiegyensúlyozottá és korszerűvé teszi a szerzői jogi törvényt azáltal, hogy több engedményt kínál a szerzőknek és a nagyközönségnek a joghasználók rovására. A szerzők jogait erősebben kell kötni szerzőkhöz mint a jogokat kihasználó kiadókhoz, médiumokhoz stb.. Be kell tiltani a teljes kivásárlási szerződéseket, be kell vezetni a remix jogát, és legalizálni kell a szerzői joggal védett művek nem kereskedelmi jellegű fájlmegosztását és streamingjét. A szabadalmi jogot is meg kell reformálni. A PPEU elutasítja az egyszerű ötletekre, üzleti modellekre, algoritmusokra vonatkozó szabadalmakat, valamint az olyan etikátlan szabadalmakat, mint például az emberi génekre vonatkozó szabadalmak. A közfinanszírozott kutatásoknak és a nyilvánosan gyűjtött adatoknak mindenki számára szabadon hozzáférhetőnek kell lenniük. A PPEU emellett támogatja a hálózatsemlegességet és a szabad szoftverek használatát.

## Története
2006. január 1-jén  megalakult a Svéd Kalózpárt Svédországban ezt követően először Európa szerte majd később világszerte megjelentek más kalózpártok is. Ugyanebben az évben létrejött a kalóz pártok laza hálózata is. 2007 júniusában egy nemzetközi konferencián először találkoztak Svédország, Hollandia, Ausztria, Németország, Lengyelország, Spanyolország, Írország, Dánia és Finnország Kalózpártjainak képviselői  Bécsben. Egy ezt követő második konferencián, a 2008-as uppsalai konferencián, közös alapelveket határoztak meg a 2009-es európai parlamenti választásokra, az úgynevezett Uppsalai Nyilatkozatot :  

### Az Uppsalai nyilatkozat főbb pontjai
- A szerzői jogi törvény reformja, különösen a nem kereskedelmi célú fájlmegosztás és a szerzői joggal védett művek élő közvetítésének legalizálása, valamint a védelmi idő lerövidítése a szerzői jogi törvényben; Az átalánydíjas média- vagy hardverdíjak elutasítása és a DRM- technikák betiltása;
- A szabadalmi jog reformja az innováció akadályozásának korlátozása csökkentése érdekében; Egyebek mellett szükség van a szabadalmi jog gazdasági hatásairól szóló uniós tanulmány elkészítésére;
- Az állampolgári jogok megerősítése a kormányzati munka átláthatósága, a gyors és tisztességes bírósági eljárások, a véleménynyilvánítás szabadsága és a névtelen kommunikációhoz való jog, beleértve a digitális kommunikációs csatornákat is.

## Tagpártai
Az Európai Kalózpárthoz csatlakozott a kalózpártok

### Tagjai
- AUT
- CZE (Cseh Kalózpárt)
- EST
- FIN
- FRA
- GER (Német Kalózpárt)
- GRE
- ISL
- ITA
- LUX
- NOR
- NED
- POL
- SVK
- SLO
- ESP
- SWE
- CHE

### Megfigyelő tagai
- HUN (Magyar Kétfarkú Kutya Párt)
- BEL
- JPN
- Potsdam
- Bajorország
- Brandenburg
- Pirati.io

### Volt tagai
- CRO
- ROM

## 2019-es Európa parlamenti választás
A PPEU közös európai választási programmal  indult a 2019-es európai parlamenti választásokon, amelyről 2019. február 9-én döntöttek. Tizenhárom országban állítottak önállóan listát a tagpártjaik. A legjobb eredményt a Cseh Kalózpárt (13,95 %) és a Luxemburgi Kalózpárt (7,7 %) érte el. Összesen négy képviselő jutott be az Európai Parlamentbe. Patrick Breyer a német kalózoknál és Marcel Kolaja, Markéta Gregorová és Mikuláš Peksa a cseh kalózoknál.